# Stitch museum
『stitch museum』（スティッチ ミュージアム）は、yozuca*の4枚目のオリジナルアルバム。2010年5月12日にLantisから発売された。

## 背景・リリース
オリジナルアルバムとしては前作『Ageha』から2年4ヶ月ぶりのリリースとなった。
収録曲は、シングル収録6曲、コンピレーション収録4曲、オリジナル3曲、カバー1曲が収録されている。シングル収録曲は、2007年にリリースされた「サクラキミニエム」から2010年にリリースされた「愛永久 〜Fortune favors the brave〜/めぐり愛逢い」までの収録曲が収録されている。カバー曲の「陽はまた昇る 〜stitch museum Ver〜」は、元は声優の南條愛乃が歌った楽曲の「陽はまた昇る」であり、yozuca*が作曲を手掛けた曲である為セルフカバーとして収録されている。
アルバムのコンセプトは、「これまで創って来た楽曲たち、その楽曲たちの博物館になる」であり、一つ一つ大切に創ってきた楽曲を、ひとめひとめ縫うステッチになぞらえたという作品になっているとのこと。
ディスクジャケットの撮影は猿島で行われ、メイキング映像も公開された。
本作を引っ提げてのライブツアー『yozuca* TOUR2010 [stitch museum]』の先行予約のシリアルナンバーが記載されている用紙が同梱された。

## 音楽性
2曲目の「Do you love me?」は、恋する女の子の歌。自身としてもワクワクしてる恋している女の子の歌を作りたくて製作した。恋が素敵と感じ、テンションが上がる1曲になっていれば「Do you love me?」は、大成功となった歌になると語っている。
8曲目の「Enjoy Life」は、1日1日、24時間。誰にでも平等に、怒った日、泣いた日、良い事があった日も24時間の中で、イライラしたことや怒った事、悩んだ事などというネガティブな思考時間を短めにして、楽しいと思える時間を増やした方が良いと思い、人生を円グラフにしたとき、喜怒哀楽の喜楽が大半を占めてた方がいいのではないかと思って製作した曲。

## 批評
CDジャーナルは、「ドラマティックな楽曲、華麗なアレンジ、世界観が完成されている。」と批評した。

## 収録曲
1. No ruLe [3:55]
作詞・作曲：yozuca*、編曲：黒須克彦
2. Do you love me? [3:36]
作詞・作曲：yozuca*、編曲：黒須克彦
3. 愛永久 〜Fortune favors the brave〜 [4:55]
作詞：tororo、作曲：yozuca*、編曲：chokix
  - 3D生活空間サービス『ai sp@ce』テーマソング
4. in the Deep [4:51]
作詞：こだまさおり、作曲：俊龍、編曲：chokix
5. I will go [4:48]
作詞：yozuca*、作曲：俊龍、編曲：chokix
  - パソコンゲーム『ヴァルキリーコンプレックス』挿入歌
6. Graduation from yesterday [5:16]
作詞・作曲：tororo、編曲：安瀬聖
  - パソコンゲーム『D.C.II Fall in Love 〜ダ・カーポII〜 フォーリンラブ』グランドオープニングテーマ
7. S.S.D! [3:56]
作詞・作曲：yozuca*、編曲：黒須克彦
  - テレビアニメ『プリンセスラバー!』エンディングテーマ
8. Enjoy Life [4:15]
作詞・作曲：yozuca*、編曲：黒須克彦
9. Morning-sugar rays [5:19]
作詞：こだまさおり、作曲：俊龍、編曲：藤田淳平
10. レンブラントの光 [5:46]
作詞・作曲：yozuca*、編曲：chokix
  - パソコンゲーム『D.C.II To You 〜ダ・カーポII〜 トゥーユー』オープニングテーマ
11. 雨上がりに咲いた虹 [4:18]
作詞・作曲：yozuca*、編曲：東タカゴー
  - パソコンゲーム『D.C.II To You 〜ダ・カーポII〜 トゥーユー』エンディングテーマ
12. 陽はまた昇る 〜stitch museum Ver〜 [4:27]
作詞：rino、作曲：yozuca*、編曲：宮井英俊
13. Rainbow 07 [4:36]
作詞・作曲：yozuca*、編曲：黒須克彦
14. スタートライン [4:59]
作詞・作曲：yozuca*、編曲：安瀬聖